# Чоргунская волость
Чоргу́нская во́лость — административно-территориальная единица в составе Симферопольского уезда Таврической губернии. Создана 8 (20) октября 1802 года при реоганизации административного деления уезда, оставшегося со времён Крымского ханства, из части деревень Мангупского кадылыка.
Самая южная волость уезда, на юге и юго-западе граничила с Севастополем, на севере — с Актачинской, на востоке — с Махульдурской волостями. Граница волости шла от Южного Берега (район современного посёлка Санаторное), через Ай-Петри, по восточному склону Байдарской долины и далее на запад по междуречью рек Бельбека и Качи. У Мангупа поворачивала на север по продольной долине Второй Гряды Крымских гор до Качи и там поворачивала на запад, через плато Каратау до Каркинитского залива и Чёрного моря. На юге граница с Севастополем шла, чуть отступая от Северной стороны, по реке Чёрной, огибая Балаклаву, выходила к морю примерно в районе мыса Айя.

## Население
В 1805 году была составлена Ведомость о всех селениях, в Симферопольском уезде состоящих…, согласно которой в волости числилось 34 деревни, с преимущественно крымскотатарским населением около 5 662 человек (по деревням числилось 309 цыган). По количеству населения выделялся Дуванкой с 715 жителями, крупные деревни: Каралез — 404 чел., Сююрташ (365) и Чоргун — 358 человек.

## На октябрь 1805 года волость включала деревни
Чоргунская волость упразднена в результате реформы волостного деления в 1829 году. Сёла переданы в состав вновь образованных Байдарской и Дуванкойской волостей.